# Nuova congettura di Mersenne
In matematica, la nuova congettura di Mersenne (o congettura di Bateman, Selfridge e Wagstaff) è una congettura riguardante i numeri primi; afferma che per ogni numero naturale dispari p, se almeno due delle seguenti affermazioni sono vere, allora lo sarà anche la terza:
1. p = 2k ± 1 o p = 4k ± 3 per un qualche k naturale.
2. 2p − 1 è primo (un Numero primo di Mersenne).
3. (2p + 1) / 3 è primo (un Numero primo di Wagstaff).

Se p è un numero dispari composto, allora, anche 2p − 1 e (2p+1)/3 lo sono. Questa dunque è l'unica condizione necessaria per testare valori primi che soddisfino la congettura.
La nuova congettura di Mersenne può essere vista come un tentativo di salvare la congettura di Mersenne (vecchia di oltre un secolo) che si era dimostrata falsa.
Renaud Lifchitz ha dimostrato che la nuova congettura di Mersenne è vera fino a 12.441.900 testando sistematicamente tutti i numeri primi per cui è noto che vale almeno una delle condizioni. Il suo sito documenta la verifica dei risultati fino a questo numero.